# Gaál Ferenc
Gaál Ferenc (Szkacsány, 1860. március 24. – Szabadka, 1906. december 11.) magyar zeneszerző.

## Életpályája
Falusi tanító gyermekeként született Szkacsányban. Szülei halála után, bátyja Piusz papi pályát szánt neki. 1866-tól a nyitrai piaristáknál tanult, ahol érdeklődése a zene és nyelvtanulás irányába fordult. Eleinte önképző módon tanult hangszereken játszani. Nyitrán több nyelvet is elsajátított, így a magyar mellett, beszélt szlovákul, németül, latinul és franciául. A magasabb gimnáziumi osztályokat már Budapesten végezte, ahol egyidejűleg a konzervatóriumot is látogatta. 1878-ban érettségizett és zongora, illetve zeneszerzés szakra jelentkezett a Zeneakadémiára. Itt Erkel Ferenc, Ábrányi Kornél és Nikolits Sándor tanítványa volt. 1882-ben kiváló minősítéssel fejezte be a Zeneakadémiát. Ugyanezen év október 1-jén a szabadkai városi zeneiskola igazgatói állását nyerte el. Ezzel egyidőben a szabadkai Szent Teréz-plébániatemplom (ma székesegyház) kórusának és zenekarának karmestere volt. Mivel ez volt akkor az egyetlen szabadkai zenekar, így a színházban a zenés darabokat is ők játszották. Gaál közreműködött a Szabadkai Szerb Dalárdával, valamint élete utolsó éveiben a zsinagógában is orgonázott. Szabadka zenei életét azzal is igyekezett fellendíteni, hogy ismert zenészeket hívott a városba koncertezni (köztük a Hubay-Popper vonósnégyest, gróf Zichy Géza és Maczák Manó zongoristák, Marie Wilt operaénekest). Gaál emellett maga is koncertezett több nyugat-európai városban. C-dúr miséjéért és a Pápai himnuszáért XIII. Leó pápától pápai kitüntetést kapott. Cseh, orosz és szerb népzenei ihletésű darabokat is komponált. 1906-ban halt meg.

## Művei
- Bölcsődal (1885);
- Merengés Dankó Pista legszebb dalai felett (1904;)
- Tűnődés Wagner Richárd sírjánál (1885);
- Suite orosz és cseh-morva dalokból;
- zongoraművek;
- színpadi kísérőzene Kraljevics Markó c. szerb népszínműhöz (Szabadka, 1894);
- férfikari művek;
- dalok.